# Black Aggie

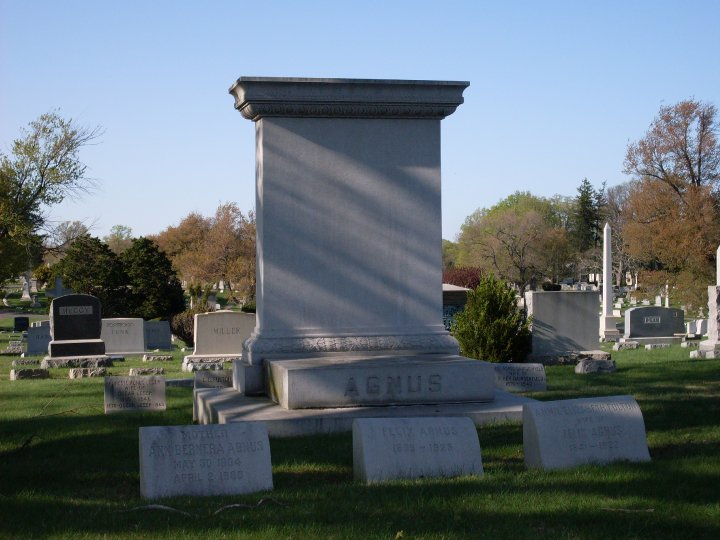
Ehemaliger Standort von Black Aggie auf dem Druid Ridge Cemetery

Black Aggie ist der allgemein gebräuchliche Name für eine Bronzeplastik, die ursprünglich auf der Grabstätte der Familie Agnus auf dem Friedhof Druid Ridge Cemetery in Pikesville, Baltimore County, Maryland stand. Um die Statue rankt sich eine Moderne Sage.  
Black Aggie ist eine unautorisierte Nachbildung der allegorischen Statue des Bildhauers Augustus Saint-Gaudens auf dem Adams Memorial, die unter dem Namen Trauer bekannt ist. Im Jahr 1905 erwarb sie der Brevet-General und Zeitungsherausgeber Felix Agnus vom Bildhauer Edward Ludwig Albert Pausch. Nach dem Tod von Angus schmückte Black Aggie an einen Steinquader gelehnt ab Ende 1925 die Grabstätte der Familie. Bis in die 1950er Jahre hatte das Standbild die Aufmerksamkeit von Jugendlichen und Fraternities und Sororities gewonnen, die dort regelmäßig Initiationsriten und Mutproben durchführten. So hieß es unter anderem, wer sich um Mitternacht auf den Schoß von Black Aggie setze, werde von ihr mit den Armen zu Tode gedrückt und in die Hölle herabgezogen. Bis in die 1970er Jahre hielten sich Gerüchte, zu Händen der Statue seien tote oder verstümmelte Teenager aufgefunden worden. Mit den nächtlichen Zusammenkünften bei Black Aggie war für die Nachkommen der Familie Angus viel ungewünschte Aufmerksamkeit und auch Vandalismus verbunden, so dass das Standbild 1967 der Smithsonian Institution vermacht wurde. Nachdem sie dort einige Jahre verwahrt wurde, wurde sie in das Cutts-Madison House verlegt, wo sie noch heute steht. Die Moderne Sage um Black Aggie ist eine der bekanntesten von Maryland.